# Harry Hopkins
Harry Lloyd Hopkins (Sioux City, 17 de agosto de 1890 – Nova York, 29 de janeiro de 1946) foi um assistente social americano, o oitavo Secretário de Comércio dos Estados Unidos e um dos conselheiros mais próximos do Presidente Franklin Delano Roosevelt. Foi um dos arquitetos do New Deal,  especialmente dos programas de auxílio da Works Progress Administration (WPA), que ele dirigiu e tornou a maior empregadora do país. Na II Guerra Mundial, ele foi consultor-chefe diplomático de Roosevelt e solucionador de problemas.

## Vida
Nascido em Iowa, Hopkins se estabeleceu em  Nova York depois de se formar pelo Grinnell College. Ele aceitou uma posição na Secretaria de Bem-Estar da Criança da cidade de Nova York e trabalhou para várias organizações públicas de obras sociais e de saúde. Foi eleito presidente da Associação Nacional dos Trabalhadores Sociais , em 1923. Em 1931, Jesse I. Straus contratou  Hopkins como diretor executivo da New York's Temporary Emergency Relief Administration. Sob sua liderança, o programa ganhou a atenção de Roosevelt, então governador do estado de Nova York, trazendo Hopkins para seu governo presidencial depois de sua vitória na eleição de 1932. Hopkins supervisionou  a Federal Emergency Relief Administration, a Civil Works Administration e a Works Progress Administration. Também atuou como Secretário de Comércio entre 1938 e 1940.
Hopkins serviu como um importante conselheiro de política externa e diplomata durante a II Guerra Mundial. Ele foi um dos principais dirigentes do programa Lend-Lease  que enviou US$ 50 bilhões em ajuda para os Aliados; Winston Churchill, em suas memórias, dedica-se a um verdadeiro panegírico para este "líder natural dos homens" que tinha "uma alma inflamada". Hopkins lidou com "prioridades, produção, problemas políticos com aliados, estratégia—em suma, com tudo o que pode preocupar um presidente". Ele participou de importantes conferências das potências Aliadas, incluindo a Conferência do Cairo, a Conferência de Teerã, a Conferência de Casablanca, e a Conferência de Yalta. Sua saúde declinou após 1939, devido ao câncer de estômago, e Hopkins morreu em 1946, aos 55 anos.